# Eccellenza Umbria 2006-2007
Il campionato italiano di calcio di Eccellenza regionale 2006-2007 è il sedicesimo organizzato in Italia. Rappresenta il sesto livello del calcio italiano ed il maggiore in ambito regionale.
Questo è il girone unico organizzato dal Comitato Regionale dell'Umbria.

## Squadre partecipanti
| Squadra           | Città (provincia)                              | Stagione 2005-06                                    |
| ----------------- | ---------------------------------------------- | --------------------------------------------------- |
| Bastia            | Bastia Umbra (PG)                              | 9° in Eccellenza Umbria                             |
| Campitello        | Terni                                          | 8° in Eccellenza Umbria                             |
| Cannara           | Cannara (PG)                                   | 2° in Promozione Umbria/B, ripescato                |
| Castel Rigone     | Castel Rigone di Passignano sul Trasimeno (PG) | 6° in Eccellenza Umbria                             |
| Deruta            | Deruta (PG)                                    | 3° in Eccellenza Umbria                             |
| Ellera            | Ellera di Corciano (PG)                        | 3° in Promozione Umbria/A, ripescata                |
| Gabelletta        | Terni                                          | 4° in Promozione Umbria/B, promosso dopo i play off |
| Massa Martana     | Massa Martana (PG)                             | 11° in Eccellenza Umbria                            |
| Nestor            | Marsciano (PG)                                 | 7° in Eccellenza Umbria                             |
| Nocera Umbra      | Nocera Umbra (PG)                              | 1° in Promozione Umbria/A, promosso                 |
| Pontevecchio      | Ponte San Giovanni di Perugia                  | 2° in Eccellenza Umbria                             |
| Pretola           | Pretola di Perugia                             | 13° in Eccellenza Umbria, salvo dopo i play out     |
| Semonte           | Semonte di Gubbio (PG)                         | 2° in Promozione Umbria/A, promosso dopo i play off |
| Todi              | Todi (PG)                                      | 12° in Eccellenza Umbria, salvo dopo i play out     |
| Torgiano          | Torgiano (PG)                                  | 1° in Promozione Umbria/B, promosso                 |
| Trestina          | Trestina di Città di Castello (PG)             | 5° in Eccellenza Umbria                             |
| Umbertide Tiberis | Umbertide (PG)                                 | 10° in Eccellenza Umbria                            |
| Valfabbrica       | Valfabbrica (PG)                               | 4° in Eccellenza Umbria                             |

## Classifica finale
|  | Pos. | Squadra           | Pt | G  | V  | N  | P  | GF | GS | DR  |
|  | ---- | ----------------- | -- | -- | -- | -- | -- | -- | -- | --- |
|  | 1.   | Pontevecchio      | 74 | 34 | 22 | 8  | 4  | 70 | 32 | +38 |
|  | 2.   | Todi              | 65 | 34 | 18 | 11 | 5  | 53 | 27 | +26 |
|  | 3.   | Torgiano          | 64 | 34 | 18 | 10 | 6  | 54 | 25 | +29 |
|  | 4.   | Bastia            | 54 | 34 | 13 | 15 | 6  | 40 | 25 | +15 |
|  | 5.   | Deruta            | 54 | 34 | 14 | 12 | 8  | 45 | 36 | +9  |
|  | 6.   | Campitello        | 52 | 34 | 14 | 10 | 10 | 41 | 36 | +5  |
|  | 7.   | Valfabbrica       | 47 | 34 | 11 | 14 | 9  | 33 | 30 | +3  |
|  | 8.   | Nocera Umbra      | 47 | 34 | 13 | 8  | 13 | 44 | 42 | +2  |
|  | 9.   | Massa Martana     | 42 | 34 | 9  | 5  | 10 | 26 | 32 | -6  |
|  | 10.  | Semonte           | 41 | 34 | 10 | 11 | 13 | 33 | 38 | -5  |
|  | 11.  | Trestina          | 41 | 34 | 9  | 14 | 11 | 38 | 42 | -4  |
|  | 12.  | Castel Rigone     | 40 | 34 | 9  | 13 | 12 | 37 | 47 | -10 |
|  | 13.  | Umbertide Tiberis | 40 | 34 | 9  | 13 | 12 | 30 | 34 |     |
|  | 14.  | Pretola           | 39 | 34 | 10 | 9  | 15 | 25 | 42 | -17 |
|  | 15.  | Gabelletta        | 38 | 34 | 8  | 14 | 12 | 37 | 42 | -5  |
|  | 16.  | Cannara           | 37 | 34 | 8  | 13 | 13 | 24 | 34 | -10 |
|  | 17.  | Nestor            | 27 | 34 | 6  | 9  | 19 | 25 | 55 | -30 |
|  | 18.  | Ellera            | 13 | 34 | 2  | 7  | 25 | 19 | 54 | -35 |

Legenda:

      Promossa in Serie D 2007-2008.
      Ammessa ai play-off nazionali.
 Ammesse ai play-off o ai play-out.
      Retrocessa in Promozione Umbria 2007-2008.
Regolamento:

Tre punti a vittoria, uno a pareggio, zero a sconfitta.
In caso di arrivo a pari punti fra due squadre per attribuire il 1º posto (promozione diretta), il 17º posto (retrocessione diretta), il 5º posto (ultimo utile per i play-off) ed il 13º posto (primo utile per i play-out) si effettua una gara di spareggio in campo neutro.
In caso di arrivo di due o più squadre a pari punti, la graduatoria verrà stilata secondo la classifica avulsa tra le squadre interessate, che prevede in ordine i seguenti criteri: 
- Punti negli scontri diretti
- Differenza reti negli scontri diretti
- Differenza reti generale
- Reti realizzate in generale
- Sorteggio

Note:

Il Torgiano è stato promosso dopo i play off nazionali.
Castel Rigone salvo dopo aver vinto in campo neutro lo spareggio per il 12º posto contro l'Umbertide Tiberis, che in seguito alla sconfitta è stato costretto a disputare i play out.

## Spareggi

### Spareggio 12º posto
|               | Risultati     |                   | Luogo e data                      |
| ------------- | ------------- | ----------------- | --------------------------------- |
| Castel Rigone | 0-0 (3-1 dtr) | Umbertide Tiberis | Ponte San Giovanni, 6 maggio 2007 |
|               |               |                   |                                   |

### Play-off

#### Tabellone
|  | Semifinali | Semifinali | Semifinali | Semifinali | Semifinali |  |  | Finale         | Finale         | Finale |  |
|  |            |            |            |            |            |  |  |                |                |        |  |
|  | 5          | Deruta     | 0          | 0          | 0          |  |  |                |                |        |  |
|  | 2          | Todi       | 0          | 1          | 1          |  |  | Todi           | Todi           | 0      |  |
|  | 4          | Bastia     | 0          | 1          | 1          |  |  | Torgiano (dts) | Torgiano (dts) | 2      |  |
|  | 3          | Torgiano   | 0          | 2          | 2          |  |  |                |                |        |  |

#### Semifinali
|          | Risultati |          | Luogo e data                |
| -------- | --------- | -------- | --------------------------- |
| Bastia   | 0-0       | Torgiano | Bastia Umbra, 6 maggio 2007 |
| Torgiano | 2-1       | Bastia   | Torgiano, 13 maggio 2007    |
|          |           |          |                             |
| Deruta   | 0-0       | Todi     | Deruta, 6 maggio 2007       |
| Todi     | 1-0       | Deruta   | Todi, 13 maggio 2007        |
|          |           |          |                             |

#### Finale
|      | Risultati |          | Luogo e data              |
| ---- | --------- | -------- | ------------------------- |
| Todi | 0-2 (dts) | Torgiano | Marsciano, 20 maggio 2007 |
|      |           |          |                           |

### Play-out
|                   | Risultati |                   | Luogo e data              |
| ----------------- | --------- | ----------------- | ------------------------- |
| Cannara           | 3-0       | Umbertide Tiberis | Cannara, 13 maggio 2007   |
| Umbertide Tiberis | 1-1       | Cannara           | Umbertide, 20 maggio 2007 |
|                   |           |                   |                           |
| Gabelletta        | 2-0       | Pretola           | Terni, 13 maggio 2007     |
| Pretola           | 1-1       | Gabelletta        | Pretola, 20 maggio 2007   |
|                   |           |                   |                           |